# Come-to-Good
Come-to-Good – wieś w Anglii, w Kornwalii. Leży 36 km na wschód od miasta Penzance i 376 km na zachód od Londynu. Miejscowość liczy 10 mieszkańców.